# Gorinchem
Gorinchem este o comună și o localitate în provincia Olanda de Sud, Țările de Jos. 

## Localități componente
Gorinchem, Dalem.